# Dezize-lès-Maranges
Dezize-lès-Maranges – miejscowość i gmina we Francji, w regionie Burgundia-Franche-Comté, w departamencie Saona i Loara.
Według danych na rok 1990 gminę zamieszkiwało 206 osób, a gęstość zaludnienia wynosiła 40 osób/km² (wśród 2044 gmin Burgundii Dezize-lès-Maranges plasuje się na 705. miejscu pod względem liczby ludności, natomiast pod względem powierzchni na miejscu 1227.).